# Rolf Berg

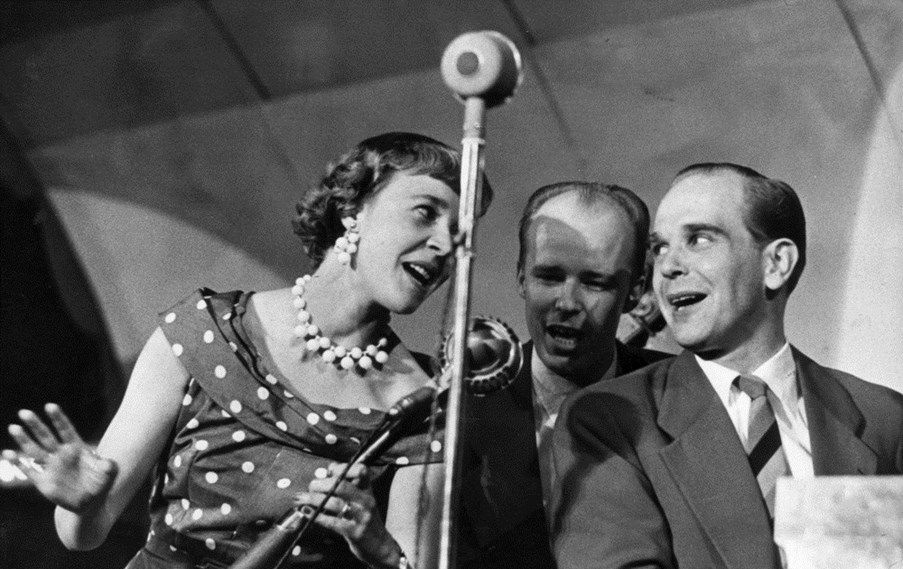
Alice Babs, Rolf Berg och Charlie Norman 1954.

Rolf "Roffe" Carl Eric Berg, född 11 augusti 1926 i Katarina församling i Stockholm, död 15 april 2002 i Katarina församling i Stockholm, var en svensk estradör och musiker (gitarr).

## Biografi
Berg var i början av 1950-talet medarbetare i tidningen Orkesterjournalen, men blev sedan heltidsmusiker och medverkade som studiomusiker på många inspelningar på skivbolaget Metronome.
Han var under 17 år (1951–1968) engagerad som gitarrist hos Charlie Norman, och medverkade även i Harry Arnolds radioband. Från 1969 turnerade han med sångerskan Marianne Kock i såväl folkparker som i krogunderhållningar. Vid vissa av dessa deltog också Gunnar Wiklund och Mona Thelmé. 
Berg är gravsatt i minneslunden på Katarina kyrkogård i Stockholm.

## Diskografi – urval
- 1957 – "Den stängda dörren (The green door)", med Anders Burman, Rolf Berg, och Gunnar Svenssons R&R Boys
- 1957 – "Glada musikanter (Il piccolo montanaro)", med Anders Burman, Rolf Berg, och Gunnar Svenssons orkester
- 1957 – "Latmask-idyll (Slow poke)", med Charlie Norman, Rolf Berg, och Harry Arnolds orkester
- 1951 – "Mud in your eye", med Sten Carlberg, Rolf Berg, gitarr
- 1951 – "New guitar boogie", med Sten Carlberg, Rolf Berg, gitarr

## Filmografi – roller
- 1953 – Resan till dej – gitarristen
- 1956 – Johan på Snippen
- 1959 – Det svänger på slottet – gitarristen
- 1964 – Tre dar på luffen – medlem av Johnny Lansing Boys
- 1969 – Spader Madame – medverkar i TV-version av Hasse & Tages lustspel

## Teater

### Roller
| År   | Roll       | Produktion                                                                    | Regi             | Teater        |
| ---- | ---------- | ----------------------------------------------------------------------------- | ---------------- | ------------- |
| 1936 | Fride      | Mjölnarprinsen (Skyddsängeln) Zacharias Topelius                              | Sandro Malmquist | Nya Teatern   |
| 1937 | Mamillius  | En saga för vintern (The Winter's Tale) William Shakespeare                   | Sandro Malmquist | Nya Teatern   |
| 1969 | Arvid Styf | Spader, Madame! eller Lugubert sa Schubert Hans Alfredson och Tage Danielsson | Tage Danielsson  | Oscarsteatern |